# NGC 2996
NGC 2996 é uma galáxia espiral (S0-a) localizada na direcção da constelação de Hydra. Possui uma declinação de -21° 34' 16" e uma ascensão recta de 9 horas, 46 minutos e 30,2 segundos.
A galáxia NGC 2996 foi descoberta em 23 de Março de 1835 por John Herschel.